# Magnétar

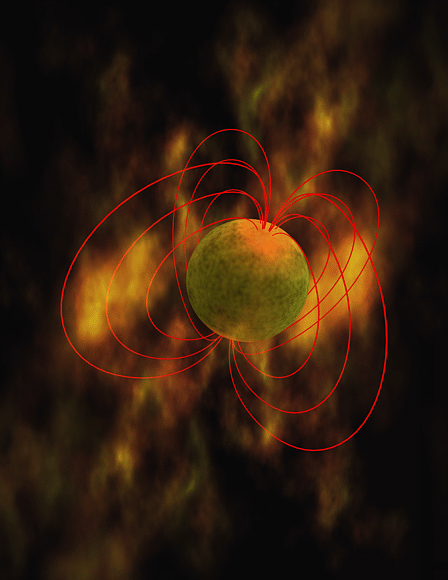
Representación artística de un magnétar.

Un magnétar o magnetoestrella es un tipo de estrella de neutrones con un campo magnético extremadamente fuerte. Se trata de una variedad de púlsar cuya característica principal es la expulsión, en un breve período (equivalente a la duración de un relámpago), de enormes cantidades de alta energía en forma de rayos X y rayos gamma. El decaimiento del campo magnético es la fuente de la radiación electromagnética de alta energía, principalmente en forma de rayos X y rayos gamma.
Los rayos gamma están formados por fotones pertenecientes al extremo más energético del espectro electromagnético, seguidos de los rayos X y, a continuación, de los rayos ultravioleta. Si los rayos X expulsados por el magnétar son de alta intensidad recibe entonces el nombre de Púlsar Anómalo de Rayos X, (del inglés: Anomalous X-ray Pulsars, o su acrónimo AXPs). Si los rayos expulsados pertenecen al espectro gamma de más alta intensidad, reciben el nombre de SGRs, siglas del inglés Soft Gamma Repeater.
Los rayos gamma conocidos como GRBs, destellos de rayos gamma, del inglés gamma-ray bursts, ya eran conocidos en las postrimerías de los años 1960. El descubrimiento de estos rayos tremendamente energéticos provenientes del espacio, se efectuó en plena Guerra Fría, cuando las dos superpotencias, EE. UU. y la URSS, se espiaban mutuamente tratando de controlar su arsenal nuclear. Con el fin de verificar el tratado de no proliferación de armas nucleares, EE. UU. lanzó una flota de satélites conocidos como Proyecto Vela. Con estos satélites, dotados especialmente para la captación de rayos X y rayos gamma, se descubrieron en 1967 aleatorias explosiones de estos últimos que, a modo de flashes, parecían venir desde distintas direcciones del universo. El hallazgo se mantuvo en secreto hasta que, en 1973, fue dado a conocer a la opinión pública por Ray Klebesabel y su equipo del Laboratorio Nacional de Los Álamos.

## Descripción
Poco se conoce acerca de la estructura física de los magnétares, ya que ninguno de ellos se halla lo suficientemente próximo a la Tierra para ser estudiado correctamente. Al igual que otras estrellas de neutrones, los magnétares poseen un diámetro aproximado de 20 kilómetros. Concretamente el SGR 1806-20, del diámetro mencionado tiene una masa de casi 4x1025 kg, lo cual le da una densidad media que se acerca a 10 billones de kg/m³, lo que quiere decir que es casi diez mil millones de veces más denso que el agua. Aun así, la masa del Sol es unas 50 000 veces mayor que la del magnétar mencionado. La sustancia que forma el magnétar, en ocasiones es referida como neutronio (teóricamente formada solo por neutrones), aunque es bien conocido que las estrellas de neutrones, como los magnétares, acaban sufriendo un proceso de hiperonización y también acaban teniendo cerca de su núcleo diversos tipos de bariones más pesados que el neutrón. Los magnétares se diferencian del resto de estrellas de neutrones por tener campos magnéticos más fuertes, y por rotar comparativamente más despacio, tardando la mayoría de los magnétares entre uno y diez segundos en realizar una rotación completa, mientras que una estrella de neutrones promedio tarda menos de un segundo. La vida activa de un magnétar es corta; sus potentes campos magnéticos se colapsan pasados los 10 000 años, perdiendo consecuentemente sus potentes emisiones de rayos X. Dado el número de magnétares observables hoy en día, un cálculo eleva el número de magnétares inactivos en la Vía Láctea a unos treinta millones. 
Los seísmos que tienen lugar en la superficie de un magnétar causan gran volatilidad en la estrella y en el campo magnético que la rodea, lo que generalmente produce emisiones potentísimas de rayos gamma, que se han detectado desde la Tierra en 1979, 1998 y 2004.

## Formación y evolución
La teoría acerca de estos objetos fue formulada en 1992 por Robert C. Duncan de la Universidad de Texas en Austin y Christopher Thompson del Instituto Canadiense de Física Teórica. Posteriormente, esta teoría ha sido ampliamente aceptada por el resto de la comunidad científica como una explicación física que satisface hasta el momento las observaciones realizadas sobre estos objetos.
Actualmente, se considera que de cada diez explosiones de supernovas, solamente una da origen al nacimiento de un magnétar. Si la supernova posee entre 6 y 12 masas solares, se convierte en una estrella de neutrones de no más de 10 a 20 km de diámetro. Según la hipótesis de los científicos mencionados anteriormente, los requisitos previos para convertirse en magnétar son una rotación rápida y un campo magnético intenso antes de la explosión. Este campo magnético sería creado por un generador eléctrico (efecto dinamo) que utiliza la convección de materia nuclear que dura los diez primeros segundos alrededor de la vida de una estrella de neutrones. Si esta última gira lo suficientemente rápido, las corrientes de convección se vuelven globales y transfieren su energía al campo magnético. Cuando la rotación es demasiado lenta, las corrientes de convección solo se forman en regiones locales. Un púlsar sería, pues, una estrella de neutrones que, en su nacimiento, no habría girado lo suficientemente deprisa durante un corto lapso de tiempo para generar este efecto dinamo. El magnétar posee un campo lo suficientemente poderoso como para aspirar la materia de los alrededores de la estrella hacia su interior y comprimirla; esto conlleva que se disipe una cantidad significativa de energía magnética durante un periodo aproximado de unos 10 000 años.
Con el tiempo, el poder magnético decae tras expulsar ingentes cantidades de energía en forma de rayos X y gamma. Las tensiones que causan el colapso se producen a veces en las capas externas de los magnétares, constituidos por plasma de elementos pesados (principalmente de hierro). Estas vibraciones intermitentes muy energéticas producen vientos de rayos X y gamma, de ahí el nombre de repetidoras de rayos gamma suaves.
El 27 de diciembre de 2004, se registró un estallido de rayos gamma proveniente del magnétar denominado SGR 1806-20 situado en la Vía Láctea. El origen estaba situado a unos 50 000 años luz. En la opinión de eminentes astrónomos, si se hubiera producido a tan solo 10 años luz de la Tierra, —distancia que nos separa de alguna de las estrellas más cercanas—, hubiera peligrado seriamente la vida en nuestro planeta al destruir la capa de ozono, alterando el clima global y destruyendo la atmósfera. Esta explosión resultó ser unas cien veces más potente que cualquier otro estallido registrado hasta ahora. La energía liberada en dos centésimas de segundo fue superior a la producida por el Sol en 250 000 años.
A continuación se puede ver una pequeña comparación entre distintas intensidades de campos magnéticos:
- Brújula movida por el campo magnético de la Tierra: 0,6 Gauss;
- Pequeño imán, como los sujetapapeles de los frigoríficos: 100 Gauss;
- Campo generado en la Tierra por los electroimanes más potentes: 4,5×105 Gauss (450 000 Gauss);
- Campo máximo atribuido a una de las denominadas estrellas blancas: 1×108 Gauss (100 millones de Gauss);
- Magnétares (SGRs y AXPs): 1014 ~ 1015 Gauss.